# Aloha Air Cargo
Aloha Air Cargo ist eine US-amerikanische Frachtfluggesellschaft mit Sitz in Honolulu im Bundesstaat Hawaii und Basis auf dem Honolulu International Airport.

## Geschichte
Aloha Air Cargo wurde 2008 auf Basis der Frachtflugsparte der Aloha Airlines gegründet, nachdem diese den Passagierflugbetrieb eingestellt hatte.

## Flugziele
Das Unternehmen führt Frachtflüge von Honolulu aus zu den Inseln Hawaiis sowie nach Los Angeles durch.

## Flotte
Mit Stand Januar 2024 besteht die Flotte aus neun Frachtflugzeugen mit einem Durchschnittsalter von 28,5 Jahren:
| Flugzeugtyp        | Anzahl | bestellt | Anmerkungen                             | Durchschnittsalter |
| ------------------ | ------ | -------- | --------------------------------------- | ------------------ |
| Boeing 737-300SF   | 4      |          | eine betrieben durch Northern Air Cargo | 28,9 Jahre         |
| Boeing 737-300QC   | 1      |          |                                         | 28,9 Jahre         |
| Boeing 737-400SF   | 1      |          |                                         | 32,4 Jahre         |
| Boeing 767-300BDSF | 3      |          | betrieben durch Northern Air Cargo      | 26,5 Jahre         |
| Gesamt             | 9      | –        |                                         | 28,5 Jahre         |

In der Vergangenheit setzte Aloha Air Cargo bereits folgende Modelle ein:
- 6 Boeing 737-200
- 3 Saab 340